# Amundsen Gulf
 Ikke at forveksle med Amundsenhavet.
Amundsen Gulf er en havbugt  i Ishavet beliggende mellem Banks Island, Victoria Island og det canadiske fastland i Northwest Territories. Bugten er  cirka 400 km lang. Den er opkaldt efter polarforskeren Roald Amundsen.

## Eksterne kilder og henvisninger
- Wikimedia Commons har flere filer relateret til Amundsen Gulf
- Store norske leksikon, snl.no, "Amundsen Gulf", läst 2010-04-07, CC-by-sa

70°0′N 120°0′V / 70.000°N 120.000°V